# Arena Metallurg
Die Arena Metallurg (russisch Арена-Металлург; oft auch Magnitogorsk Arena) ist eine Multifunktionsarena im russischen Magnitogorsk. Die Arena ist vorwiegend für Eishockey und weitere Ballsportarten sowie Konzerte konzipiert. Finanziert wurde der Bau durch die Magnitogorsk Iron and Steel Works und die Oblast Tscheljabinsk. Für die Kosten wurden 32 Millionen Euro veranschlagt. Die Arena Metallurg ist die Heimspielstätte des Eishockeyklubs HK Metallurg Magnitogorsk aus der Kontinentalen Hockey-Liga (KHL). Zuvor spielte das Team im Romasan Eispalast.

## Geschichte
Nachdem am 19. Mai 2005 die Bauverträge mit dem finnischen Bauunternehmen Lemcon Ltd. unterschrieben waren, wurde wenige Monate später die Grundsteinlegung am 1. September gefeiert. Am 12. Januar 2007, rund 16 Monate nach Baustart, wurde die Eröffnung gefeiert. Die Mehrzweckhalle bietet 7700 Zuschauern Platz. Vom Stadion-Restaurant Hat-Trick mit 208 Plätzen hat man Blick auf die Eisfläche. Dort können unter anderem Hochzeiten, Bankette oder Firmenveranstaltungen ausgerichtet werden. Des Weiteren stehen V.I.P.-Logen und spezielle Plätze für Rollstuhlfahrer zur Verfügung.